# Incoronazione dell'imperatore del Sacro Romano Impero

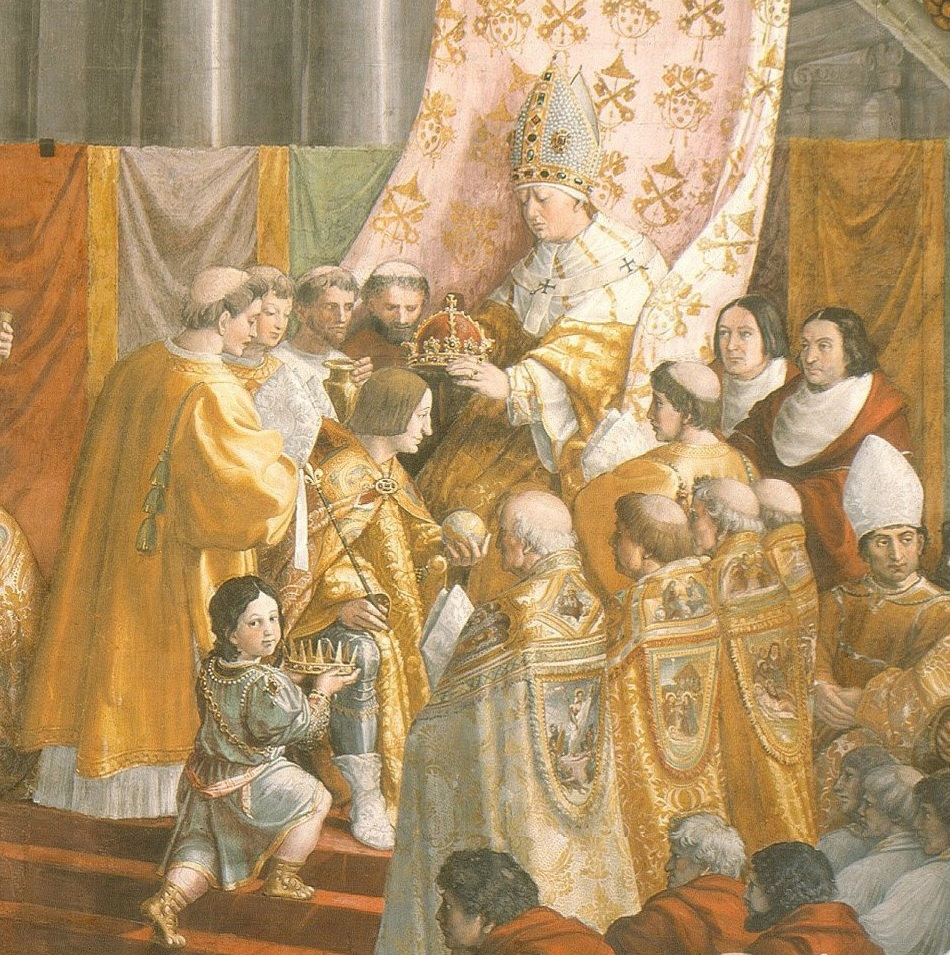
L'incoronazione di Carlo Magno da parte di Papa Leone III

L'incoronazione dell'imperatore del Sacro Romano Impero era una cerimonia in cui il sovrano della più grande entità politica dell'Europa occidentale riceveva le regalie imperiali per mano del Papa, a simboleggiare sia il diritto del papa a incoronare i sovrani cristiani sia il ruolo dell'imperatore come protettore della Chiesa cattolica. Anche le imperatrici del Sacro Romano Impero erano incoronate.
La prima incoronazione imperiale celebratasi in Occidente dalla deposizione di Romolo Augusto fu quella di Carlo Magno da parte di Papa Leone III, avvenuta  nella notte di Natale dell'anno 800. Gli imperatori successivi furono anch'essi incoronati dal papa o da altri vescovi cattolici. L'incoronazione papale era un prerequisito essenziale per avere il titolo imperiale fino al 1508, quando papa Giulio II riconobbe il diritto a usare il titolo imperiale dei monarchi tedeschi eletti dai principi elettori secondo quanto previsto dalla Bolla d'oro. Carlo V divenne l'ultimo imperatore del Sacro Romano Impero a essere incoronato da un papa, da Clemente VII a Bologna nel 1530. Successivamente, fino all'abolizione dell'impero nel 1806, non vennero più incoronati dal Papa. I sovrani successivi si proclamarono semplicemente Imperator Electus Romanorum ("Imperatore Eletto dei Romani") dopo la loro elezione e incoronazione come re tedesco, senza la formalità definitiva di un'incoronazione imperiale da parte del Papa a Roma.

## Le cerimonie

### Luoghi delle cerimonie

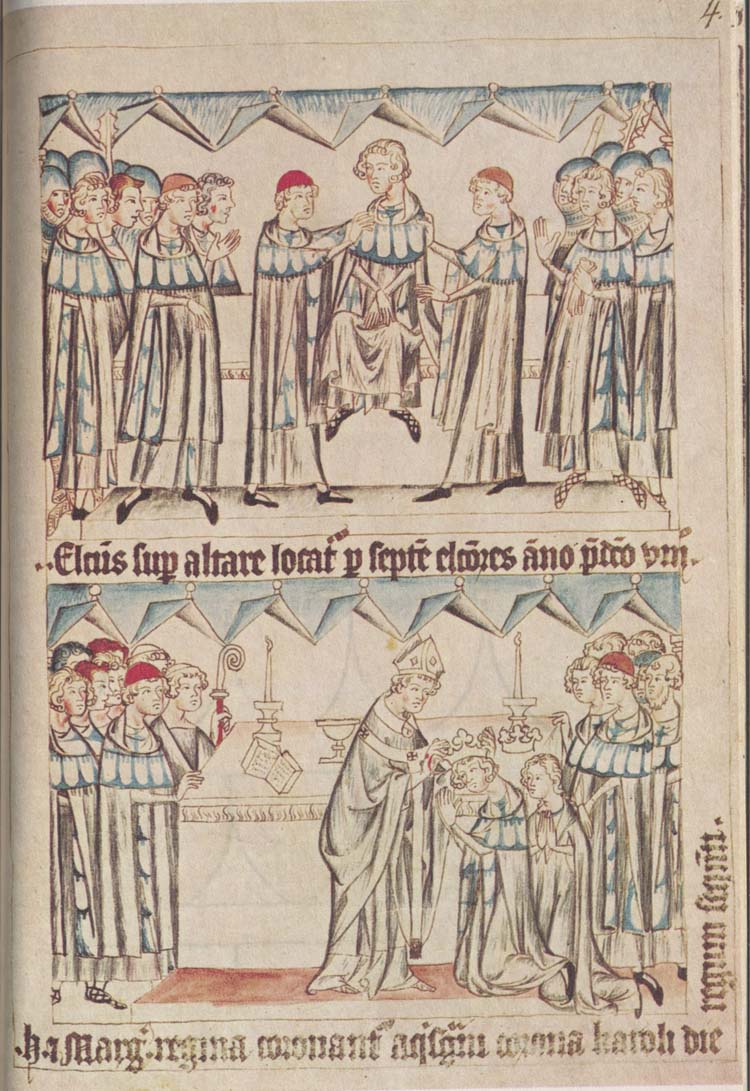
Incoronazione di Enrico VII, imperatore del Sacro Romano Impero

I successori di Carlo Magno furono incoronati a Roma per diversi secoli, dove ricevettero dal papa la corona imperiale nell'antica basilica di San Pietro in Vaticano.
La Corona ferrea (e l'annesso titolo di Re d'Italia) era conferita, a partire dal 1312, nella basilica di Sant'Ambrogio a Milano; la corona del regno di Borgogna era conferita ad Arles, e la corona tedesca, che divenne la corona più importante, di solito era conferita ad Aquisgrana fino al 1562, anno in cui gli imperatori eletti vennero incoronati re in Germania nel duomo di Francoforte, che già nel 1356 era diventato anche il luogo stabilito per elezioni imperiali. Rimase il luogo dell'incoronazione e dell'elezione fino all'ultima incoronazione tedesca del 1792.

### Il rito reale tedesco (Imperatore incoronato come re in Germania)
La cerimonia di incoronazione tedesca cominciava quando gli elettori si incontravano a Francoforte, sotto la presidenza dell'arcivescovo elettore di Magonza, che convocava formalmente gli elettori e che aveva sempre il diritto dell'ultimo voto. Una volta selezionato un candidato, il nuovo imperatore era condotto all'altare maggiore della cattedrale e messo a sedere. Era quindi condotto in una galleria sopra l'ingresso del coro, dove si sedeva con gli elettori mentre veniva fatto l'annuncio della sua elezione. L'incoronazione stessa aveva luogo il giorno successivo.
Essendo l'incoronazione eseguita (prima del 1562) nella cappella Palatina di Aquisgrana (ora cattedrale di Aquisgrana), l'arcivescovo di Colonia, in quanto il luogo apparteneva alla sua diocesi, era l'officiante principale, ed era assistito da altri due elettori clericali, l'arcivescovo di Magonza e l'arcivescovo di Treviri. Questi tre arcivescovi-elettori incontravano l'imperatore eletto all'ingresso della chiesa e l'arcivescovo di Colonia recitava la preghiera: "Dio onnipotente, eterno, tuo servitore, ... ecc.". Quindi il coro cantava l'antifona, "Ecco, io mando il mio angelo ... ecc." ( Ecce mitto Angelum meum ... ), mentre l'imperatore eletto e poi gli arcivescovi entravano nella chiesa. L'arcivescovo di Colonia recitava quindi le preghiere: "Dio, che conosce la razza umana, ecc." e "Dio onnipotente ed eterno del cielo e della terra, ... ecc."
La messa quindi incominciava. Le preghiere di apertura erano quelle della festa dell'Epifania. Dopo le suddette preghiere, si passava alle preghiere di apertura per la festa di San Michele. Dopo che la sequenza era cantata, si passava alla litania dei Santi. Poi l'arcivescovo di Colonia poneva sei domande all'imperatore eletto:
1. Difenderà la santa fede?
2. Difenderà la santa chiesa?
3. Difenderà il regno?
4. Manterrà le leggi dell'Impero?
5. Manterrà la giustizia?
6. Mostrerà la dovuta sottomissione al Papa?[N 4]

A ciascuno di questi rispondeva: "Lo farò". L'imperatore eletto quindi posava due dita sull'altare e giurava. Seguiva quindi il Riconoscimento e quando l'Imperatore eletto veniva presentato all'assemblea, cui si richiedeva se lo accettavano come re, e questa rispondeva: "Lascia che sia fatto" tre volte.
L'arcivescovo di Colonia quindi recitava le preghiere: "Benedici, Signore, questo re, ecc." e "Dio ineffabile, ... ecc." L'arcivescovo quindi ungeva con il crisma la testa, il petto e le spalle del sovrano dicendo: "Ti ungo re con l'olio santo nel nome del Padre e del Figlio e dello Spirito Santo. Amen ". Poi ungeva il palmo di entrambe le mani, dicendo: "Siano unte queste mani, come i re e i profeti furono unti e come Samuele unse Davide per essere re, tu possa essere benedetto e scelto come re di questo regno su questo popolo, che il Signore e tuo Dio ti ha dato da reggere e governare, che egli garantisce di concedere, che con il Padre e lo Spirito Santo vive e regna, ... ecc. ". Era quindi vestito con le vesti imperiali, che includeva un paio di coturni, un lungo camice, una dalmatica, una stola incrociata sul petto, i guanti e il piviale. La spada imperiale era data al re tedesco con le parole: "Ricevi questa spada per mano di noi vescovi ... ecc." L'anello era dato con le parole: "Ricevi questo anello di dignità reale ... ecc." Lo scettro e il globo crucigero erano entrambi dati al re con le parole "Ricevi questo bastone di virtù ed equità ... ecc." Alla fine la corona era posta sulla sua testa congiuntamente dai tre arcivescovi-elettori con le parole "Ricevi questa corona reale ... ecc." Il giuramento era ripreso, questa volta in forma diretta sia in latino sia in tedesco, "Prometto e prometto agli occhi di Dio ... ecc." La risposta, "La mia anima brama, ... ecc." e il re è in trono con le parole: "Stai fermo e tieni saldamente ... ecc." All'incoronazione di Carlo V l'arcivescovo-elettore di Magonza predicò un'omelia a questo punto.
Seguiva l'incoronazione della regina consorte che era condotta congiuntamente dall'arcivescovo-elettore di Magonza e di Treviri. Il Te Deum era quindi cantato. Durante il canto, Carlo V addobbò dei cavalieri con la spada imperiale, sebbene alle successive incoronazioni ciò avvenne dopo l'incoronazione vera e propria. Si concludeva quindi la messa, durante la quale il re prendeva la comunione. Ogni volta che le incoronazioni venivano eseguite ad Aquisgrana, il nuovo re veniva fatto canonico della chiesa alla sua conclusione. Dal 1562 al 1792 l'incoronazione tedesca ebbe luogo davanti all'altare di San Bartolomeo all'incrocio del duomo di Francoforte.

### Il rituale imperiale romano (incoronazione come imperatore dei Romani da parte del papa)
L'incoronazione imperiale romana si è evoluta nel corso dei mille anni dell'esistenza dell'impero, partendo da un rituale originariamente molto semplice (ma che per la sua stessa semplicità dimostrata chiaramente le sue origini nella sua controparte bizantina) a uno di crescente complessità. Il manoscritto più antico del rituale dell'incoronazione imperiale romana si trova nel Codex Gemunden del IX secolo e, anche se non è chiaro per chi fosse destinato il rituale descritto, probabilmente i riti descritti furono usate per lo stesso Carlo Magno. Il rituale incominciava con una breve preghiera per l'imperatore, "Ascolta la nostra preghiera, Signore, e quella del tuo servitore ...". Questa era immediatamente seguita dalla preghiera, "Guarda, Dio Onnipotente, con uno sguardo sereno su questo, il tuo glorioso servitore, ...", poi era posta sul capo dell'imperatore una corona d'oro mentre erano recitate le parole della frase conclusiva di questa preghiera, "Attraverso la quale onore e gloria sono tuoi attraverso infinite epoche. Amen". Era quindi data una spada all'Imperatore con le parole: "Ricevi questa spada per mano dei vescovi che, sebbene indegni, sono consacrati per essere nel posto e nell'autorità dei santi Apostoli, consegniamo a te, con la nostra benedizione [la spada per] servire e difendere la santa Chiesa, ordinata divinamente, e ricorda cosa profetizzava il salmista, quando diceva: "Cingi la spada al fianco, o Potentissimo, affinché con essa tu possa esercitare l'equità" ". Questa forma ebbe una lunga storia sia nel rituale di incoronazione imperiale sia in quelli reali nei secoli successivi. I Laudes Imperiale (una serie di acclamazioni formali che hanno avuto origine in epoca romana - vedi sotto) erano poi cantati. La cerimonia si svolgeva tradizionalmente nella città italiana di Bologna.

#### L'incoronazione imperiale di Federico I Barbarossa nel 1155
Nella sua forma più sviluppata dopo l'Alto Medioevo, prima dell'incoronazione propria dell'Imperatore, Federico Barbarossa, si recò in processione prima nella chiesa di Santa Maria a Turri, dove l'imperatore pronunciò un giuramento per proteggere la Chiesa romana; "Nel nome di Cristo, io, Federico, l'imperatore, prometto, mi impegno e garantisco agli occhi di Dio e del beato Apostolo Pietro che sarò il protettore e il difensore di questa santa Chiesa Romana in tutti i modi utili a lei, per quanto molti, nella misura in cui sono supportato dall'assistenza divina secondo le mie conoscenze e capacità." Il seguito imperiale passò quindi alla basilica di San Pietro. All'imperatore venne incontro, alla porta d'argento di San Pietro, il cardinale-vescovo di Albano, il quale recitò la preghiera: "Dio nelle cui mani sono i cuori dei re ...". Quindi Federico entrò nella chiesa, dove il cardinale-vescovo di Porto pronunciò la preghiera: "Dio imperscrutabile, autore del mondo ..." L'Imperatore salì quindi nel coro e venne cantata la Litania dei Santi mentre l'imperatore giaceva prostrato davanti all'altare di San Pietro. L'imperatore andò quindi dall'altare di San Maurizio, il santo patrono dell'Impero, dove il cardinale-vescovo di Ostia lo unse sull'avambraccio destro e sulla nuca con il crisma mentre recitava la preghiera "Signore Dio con il quale è tutto il potere, ..." o la preghiera, "Dio Figlio di Dio, ...". In seguito, l'Imperatore proseguì verso l'altare di San Pietro, dove il Papa gli porse una spada con le parole: "Ricevi la spada imperiale per rivendicare il male ..." e poi lo baciò. Quindi il Papa cinse l'Imperatore con la spada dicendo "Ricevi la spada sul tuo fianco ..." e lo baciò di nuovo. L'imperatore brandì la spada e la ripose nel fodero. Successivamente il Papa consegnò lo scettro all'imperatore con le parole "Ricevi lo scettro reale, lo scettro della virtù ..." e infine lo incoronò con le parole "Ricevi il segno della gloria ..." e baciò l'Imperatore una terza volta. I tedeschi presenti cantarono quindi le Laudes Imperiale in tedesco e fu celebrata la messa.

#### L'incoronazione imperiale di Enrico VI e Costanza nel 1191
Nell'incoronazione di Enrico VI e Costanza d'Altavilla, vediamo il rituale imperiale romano sostanzialmente nella sua forma finale; il rituale di incoronazione imperiale usato per Enrico VII nel 1312 e quello trovato nel Pontificale del 1520 differiscono da esso solo per alcuni dettagli. L'imperatore e l'imperatrice andarono in processione ala chiesa di Santa Maria in Turri e il coro cantò: "Ecco, io mando un angelo" (1312 - L'Imperatore viene ricevuto come fratello canonico dai canonici della chiesa e vestito di una cotta e una almuzia). L'imperatore fece il giuramento per difendere la chiesa romana, giurò fedeltà al papa e ai suoi successori e baciò i piedi del papa. Questo dà all'Imperatore il bacio della pace e la processione si avviò per l'antica basilica di San Pietro mentre il coro cantava "Benedetto il Signore Dio di Israele".
Alla porta d'argento della Basilica il cardinale-vescovo di Albano recitò la preghiera "Dio nelle cui mani sono i cuori dei re". Mentre il Papa entrò nella Basilica il responsorio cantò "Pietro, mi ami?". Alla Rota porfiretica il Papa pose diverse domande all'imperatore sulla sua fede e il suo dovere e poi si ritira per vestirsi per la messa. Il cardinale-vescovo di Porto recitò la preghiera "Dio infallibile, creatore del mondo". L'Imperatore si recò quindi nella cappella di San Gregorio dove venne vestito con amitto, camice e cingolo e venne condotto al Papa che lo rese un chierico. L'imperatore è quindi vestito con tunicella, dalmatica, piviale, mitra, coturno e sandali. Nel frattempo il cardinale-vescovo di Ostia si recò alla porta d'argento dove l'imperatrice stava aspettando e incontrandola recitò la preghiera "Dio onnipotente, eterno, fonte e fonte di bontà" e poi la condusse presso l'altare di san Gregorio in attesa della processione del Papa.
Il Papa procedette alla confessione di San Pietro e incomincia la messa. Dopo il Kyrie eleison, mentre l'imperatore e l'imperatrice giacciono prostrati davanti alla confessione, l'arcidiacono cantò le litanie dei santi. L'imperatore e l'imperatrice si alzarono e si recarono all'altare di San Maurizio, dove il cardinale-vescovo di Ostia unse con il crisma l'avambraccio destro e la nuca dell'imperatore, mentre recitava le preghiere, "Il Signore Dio Onnipotente, il cui è tutto il potere" seguito da "Dio Figlio di Dio". Il cardinale-vescovo di Ostia recitò quindi la preghiera "Dio, che solo lui detiene l'immortalità" per l'imperatrice e poi la unse sul petto con il crisma recitando: "La grazia dello Spirito Santo, attraverso il mio umile ministero, scenda su di te abbondantemente".
Il Papa discese quindi all'altare di San Maurizio (e nel 1312 - baciò l'Imperatore "alla maniera di un diacono"). Quindi il Papa diede all'Imperatore un anello con le parole: "Ricevi su questo anello la testimonianza visibile della santa fede ..." e poi recitò la breve preghiera "Dio con il quale è tutto il potere ..." (una versione molto più corta del preghiera recitata all'unzione). Il Papa porse la spada all'imperatore con le parole "Ricevi questa spada con la benedizione di Dio ..." e la preghiera "Dio di cui provvidenza ..." e poi incoronò l'Imperatore con le parole "Ricevi la corona di eccellenza reale ... "Il Papa consegnò lo scettro all'imperatore con le parole:" Ricevi lo scettro del potere reale, lo scettro della rettitudine reale, lo scettro della virtù, ... "e con la preghiera" Signore, fonte di tutto l'onore ...".
Il Papa ritornò sull'altare di San Pietro e dopo il canto del Gloria in excelsis Deo recitò la sequenza, "Dio di tutti i re ..." (Nel 1312 e nelle successive incoronazioni questa viene recitata dopo la sequenza per la festa e dopo queste sequenze vengono cantate le Laudes Imperiale). Sono quindi cantati l'Epistola e il graduale.
Nelle incoronazioni del 1312 e in quelle successive, le investiture con le insegne imperiali avvengono dopo il graduale. Il papa mette una mitra sulla testa dell'Imperatore con le punte "a destra e a sinistra" e lo incorona con le parole "Ricevi il segno di gloria ... " La spada viene quindi data all'Imperatore e cinta su di lui, dopo di che la brandisce tre volte. Il globo crucigero viene posto nella mano destra dell'Imperatore e lo Scettro nella sua mano sinistra con le parole, "Ricevi lo scettro della virtù e della verità ..." e l'Imperatore viene incoronato e poi bacia i piedi del papa. Il papa mette una mitra sulla testa dell'Imperatrice con le punte a destra e a sinistra e la incorona con le parole: "Benedetta solennemente come imperatrice dal nostro indegno ministero, ricevi la corona dell'eccellenza imperiale ...")
Le Laudes Imperiale vengono cantate e quindi il Vangelo viene letto dall'Imperatore. Con l'offertorio l'imperatore offre pane, candele e oro e l'imperatore offre al papa il vino e l'imperatrice l'acqua per il calice. (1312 - L'Imperatore serve il papa come un suddiacono offrendogli il calice e l'ampolla d'acqua.) Sia l'imperatore sia l'imperatrice prendono la comunione e nel 1312 dopo la comunione l'imperatore bacia la guancia del papa e l'imperatrice bacia la mano del papa. (Dopo il 1312, alla fine della Messa, il papa, se lo desidera, può recitare le preghiere: "Guarda, ti chiediamo, Signore, con un'espressione serena ...", "Benedici, Signore, ti chiediamo, questo principe .. ., "o" Dio, Padre della gloria eterna ... ").
Prima di lasciare la Basilica, l'imperatore giurava in tre luoghi di mantenere i diritti e i privilegi del popolo romano.
Il rituale di incoronazione imperiale romana aveva alcuni elementi unici che lo distinguevano dagli altri rituali di incoronazione reali europei, come ad esempio il carattere stazionario del rituale in cui singole parti del rituale si svolgevano in diverse parti della basilica papale (di solito quella di San Pietro in Vaticano) e l'incoronazione imperiale è piuttosto singolare nel non avere una solenne intronizzazione del monarca (o persino l'uso di un trono) nel suo rituale. Invece di un rituale di intronizzazione troviamo il canto delle Laudes Regiae, usato parallelamente sia nella forma sia nell'importanza della sua controparte imperiale bizantina. In effetti, solo quei rituali di incoronazione europei che sono stati modellati direttamente sul rituale imperiale romano, cioè l'incoronazione papale e il rituale di incoronazione reale nel Pontificio romano, includono anche un tale canto di Lodi .
L'usanza degli imperatori che si recavano a Roma per essere incoronati fu osservata l'ultima volta da Federico III nel 1440, suo nipote Carlo V fu incoronato dal Papa a Bologna nel 1530; successivamente venne celebrato solo il rituale di incoronazione tedesco.

### Imperatore latino di Costantinopoli (1217)
R.M. Woolley afferma che i resoconti delle incoronazioni degli imperatori latini di Costantinopoli sono molto scarsi e non forniscono alcuna documentazione dei testi effettivamente utilizzati in queste cerimonie, ma, da quanto riportato, si può presumere che queste incoronazioni imperiali fossero modellate sui riti utilizzati per le incoronazioni degli imperatori del Sacro Romano Impero, piuttosto che su quelli tradizionalmente usati per le incoronazioni degli imperatori bizantini.

### Corone utilizzate nelle cerimonie

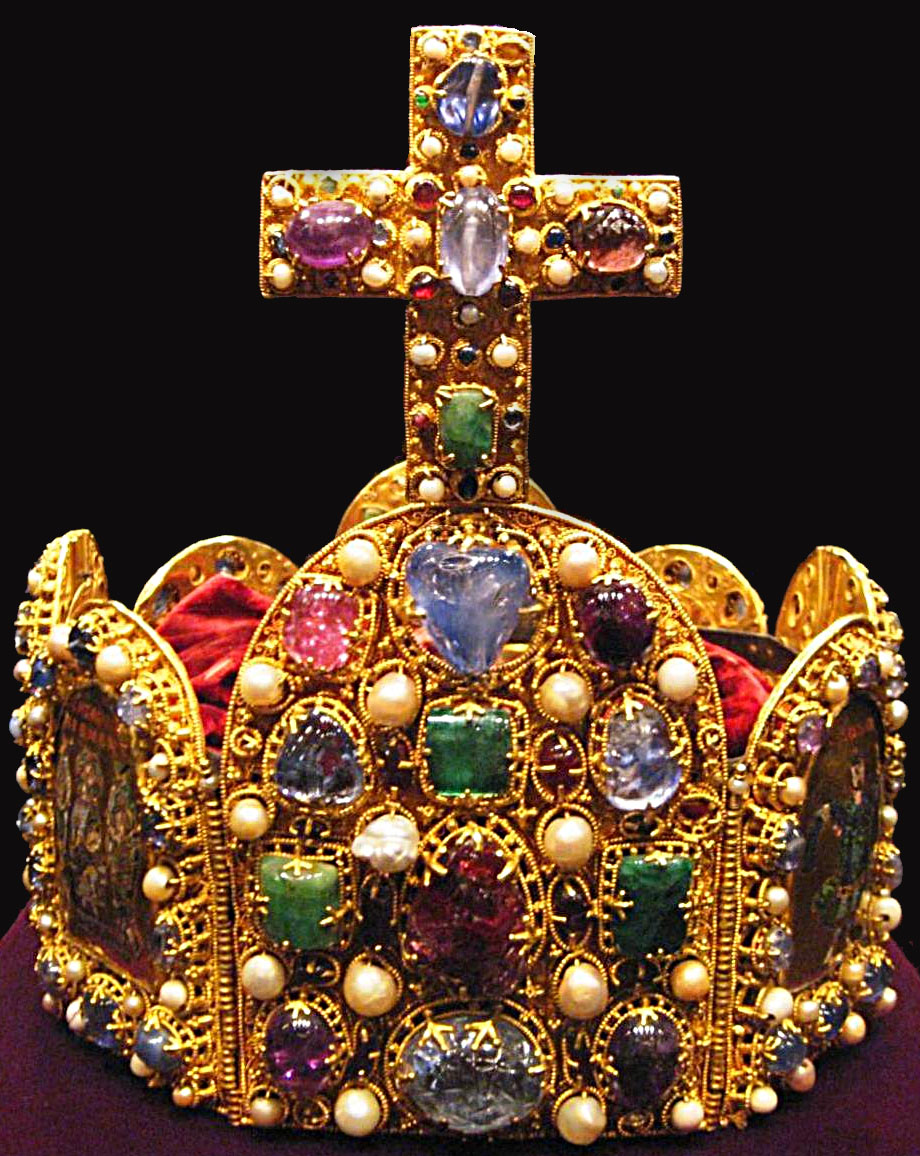
Corona imperiale del Sacro Romano Impero

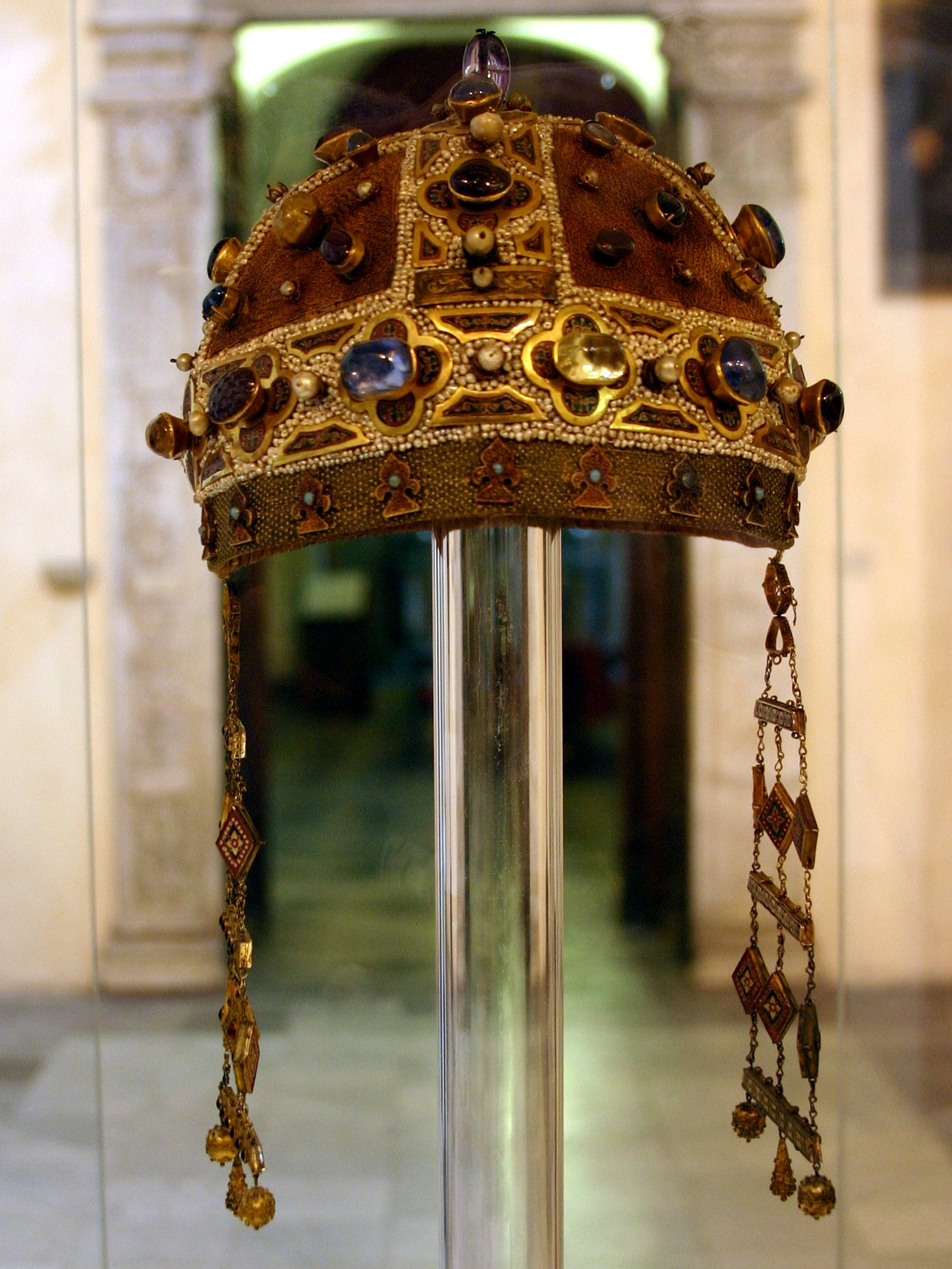
La corona di Costanza d'Aragona

Non è chiaro quale corona fosse usata per l'incoronazione reale tedesca o per l'incoronazione imperiale romana. Lord Twining suggerisce che quando l'incoronazione reale tedesca aveva ancora luogo ad Aquisgrana, era usata la corona d'argento dorata sul busto-reliquiario di Carlo Magno, poiché la corona imperiale o Reichskrone era fatta d'oro. Ciò è rafforzato da fonti medievali che rimandano alla Corona ferrea d'Italia, alla corona d'argento della Germania e alla corona d'oro dell'Impero romano. Twining indica che non è anche chiaro quale corona fosse usata per l'incoronazione imperiale a Roma, e ipotizzò che la corona imperiale era forse indossata dall'imperatore eletto per il suo ingresso formale nella città di Roma, mentre per il vero e proprio rituale di incoronazione imperiale era usata un'altra corona d'oro, forse fornita dal papa. Una di queste ultime corone, specificamente utilizzata per l'incoronazione imperiale di Federico II, potrebbe essere la corona chiusa in stile bizantino trovata nella tomba di sua madre, Costanza di Sicilia, nella Cattedrale di Palermo. Probabilmente, una volta che Francoforte divenne il luogo standard per l'incoronazione reale tedesca, la corona imperiale venne sempre usata e alla fine fu identificata come la corona di Carlo Magno.
La Corona Imperiale fu originariamente realizzata per Ottone I, probabilmente nelle officine dell'abbazia di Reichenau. Il singolo arco della corona separava originariamente le due metà del cappuccio interno, fece sì che, nelle mitre vescovili del X secolo, comparisse un "rigonfiamento" su entrambi i lati. Quindi la Corona Imperiale è il primo esempio di corona-mitra e venne indossata dagli imperatori e imperatori del Sacro Romano Impero come un loro privilegio. Successivamente le corone personali degli Imperatori furono indossate su mitre con somiglianze alle mitre dei vescovi contemporanei, la mitra alla fine divenne parte della corona stessa, sebbene nel periodo barocco le due metà della mitra prendessero la forma di due emisferi.

### Lode Imperiale
| cantori:                                    | Risposta:                                                                               |
| ------------------------------------------- | --------------------------------------------------------------------------------------- |
| Ascolta, o Cristo                           | Vita a nostro Signore, decretata da Dio, Sommo Pontefice e Padre Universale             |
| Ascolta, o Cristo                           | Ascolta, o Cristo                                                                       |
| Salvatore del mondo                         | Tu che sei (il nostro) aiuto                                                            |
| Ascolta, o Cristo                           | Vita a nostro Signore, quell'Augusto incoronato da Dio, il grande e pacifico imperatore |
| Santa Maria                                 | Tu che sei (il nostro) aiuto                                                            |
| Santa Maria                                 | Tu che sei (il nostro) aiuto                                                            |
| Santa Maria                                 | Tu che sei (il nostro) aiuto                                                            |
| Ascolta, o Cristo                           | E la vita ai più eccellenti figli del re                                                |
| San Pietro                                  | Tu che sei (il nostro) aiuto                                                            |
| San Pietro                                  | Tu che sei (il nostro) aiuto                                                            |
| San Pietro                                  | Tu che sei (il nostro) aiuto                                                            |
| Ascolta, o Cristo                           | Vita e vittoria per l'esercito di Franchi, Romani e Teutoni [tedeschi]                  |
| San Teodoro                                 | Tu che sei (il nostro) aiuto                                                            |
| San Teodoro                                 | Tu che sei (il nostro) aiuto                                                            |
| San Teodoro                                 | Tu che sei (il nostro) aiuto                                                            |
| Cristo vince, Cristo regna, Cristo comanda, | Cristo vince, Cristo regna, Cristo comanda.                                             |
| Cristo vince, Cristo regna, Cristo comanda, | Cristo vince, Cristo regna, Cristo comanda.                                             |
| Re dei re, Cristo vince, Cristo regna       | Re dei re, Cristo vince, Cristo regna.                                                  |

| Ulteriori acclamazioni: |
| --- |
| Il nostro re, Cristo vince, Cristo regna. La nostra speranza, Cristo vince. La nostra gloria, Cristo vince. La nostra misericordia, Cristo vince, il nostro aiuto, Cristo vince. La nostra forza, Cristo vince. La nostra vittoria, Cristo vince. La nostra liberazione e redenzione, Cristo vince. La nostra vittoria, Cristo vince. La nostra armatura, Cristo conquista. Il nostro muro inespugnabile, Cristo vince. La nostra difesa ed esaltazione, Cristo vince. La nostra luce, via e vita, Cristo vince. Solo a lui sia il comando, la gloria e il potere attraverso secoli immortali. Amen. Solo per lui essere vigore, forza e vittoria in tutte le età. Amen. Solo a lui sii onore, lode e giubilo attraverso infinite epoche. Amen. |

## Imperatrici e regine
Fino all'incoronazione di Richenza di Northeim a Colonia del 1125 inclusa, le Imperatrici e le regine venivano di solito unte e incoronate separatamente dai loro mariti, a meno che le circostanze politiche non richiedessero una cerimonia comune. A partire dal 1125, le cerimonie di incoronazione congiunte furono più comuni.

## Elenco delle incoronazioni imperiali romane

### Re Franchi incoronati Imperatori dei Romani
| Imperatore             | Data di incoronazione | Officiante         | Luogo      |
| ---------------------- | --------------------- | ------------------ | ---------- |
| Carlo Magno            | 25 dicembre 800       | Papa Leone III     | Roma       |
| Ludovico I il Pio      | 11 settembre 813      | Carlo Magno        | Aquisgrana |
| Ludovico I il Pio      | 5 ottobre 816         | Papa Stefano IV    | Reims      |
| Lotario I              | luglio 817            | Ludovico il Pio    | Aquisgrana |
| Lotario I              | 5 aprile 823          | Papa Pasquale I    | Roma       |
| Ludovico II il Giovane | aprile 850            | Papa Leone IV      | Roma       |
| Ludovico II il Giovane | 18 maggio 872         | Papa Adriano II    | Roma       |
| Carlo II il Calvo      | 25 dicembre 875       | Papa Giovanni VIII | Roma       |
| Carlo III il Grosso    | 12 febbraio 881       | Papa Giovanni VIII | Roma       |
| Guido II di Spoleto    | 21 febbraio 891       | Papa Stefano V     | Roma       |
| Lamberto II di Spoleto | 30 aprile 892         | Papa Formoso       | Ravenna    |
| Arnolfo di Carinzia    | 22 febbraio 896       | Papa Formoso       | Roma       |
| Ludovico III           | 22 febbraio 901       | Papa Benedetto IV  | Roma       |
| Berengario             | Dicembre 915          | Papa Giovanni X    | Roma       |

### Imperatori del Sacro Romano Impero
| Imperatore                  | Data di incoronazione | Officiante                                                                       | Luogo   |
| --------------------------- | --------------------- | -------------------------------------------------------------------------------- | ------- |
| Ottone I                    | 2 febbraio 962        | Papa Giovanni XII                                                                | Roma    |
| Ottone II                   | 25 dicembre 967       | Papa Giovanni XIII                                                               | Roma    |
| Ottone III                  | 21 maggio, 996        | Papa Gregorio V                                                                  | Roma    |
| Enrico II il Santo          | 14 febbraio 1014      | Papa Benedetto VIII                                                              | Roma    |
| Corrado II il Salico        | 26 marzo 1027         | Papa Giovanni XIX                                                                | Roma    |
| Enrico III il Nero          | 25 dicembre 1046      | Papa Clemente II                                                                 | Roma    |
| Enrico IV di Franconia      | 31 marzo 1084         | Antipapa Clemente III                                                            | Roma    |
| Enrico V di Franconia       | 13 aprile 1111        | Papa Pasquale II                                                                 | Roma    |
| Lotario III di Supplimburgo | 4 giugno 1133         | Papa Innocenzo II                                                                | Roma    |
| Federico I Barbarossa       | 18 giugno 1155        | Papa Adriano IV                                                                  | Roma    |
| Federico I Barbarossa       | 1º agosto 1167        | Antipapa Pasquale III                                                            | Roma    |
| Enrico VI di Svevia         | 15 aprile 1191        | Papa Celestino III                                                               | Roma    |
| Ottone IV di Brunswick      | 4 ottobre 1209        | Papa Innocenzo III                                                               | Roma    |
| Federico II di Svevia       | 22 novembre 1220      | Papa Onorio III                                                                  | Roma    |
| Grande interregno           |                       |                                                                                  |         |
| Enrico VII di Lussemburgo   | 29 giugno 1312        | Cardinale Niccolò da Prato; Cardinale Arnaud de Faugères; Cardinale Luca Fieschi | Roma    |
| Ludovico IV il Bavaro       | 17 gennaio 1328       | Giacomo Alberti, Vescovo di Castello; Gherardo Orlandi, Vescovo di Aleria        | Roma    |
| Ludovico IV il Bavaro       | 22 maggio 1328        | Antipapa Niccolò V                                                               | Roma    |
| Carlo IV di Lussemburgo     | 5 aprile 1355         | Cardinale Pierre Bertrand                                                        | Roma    |
| Sigismondo di Lussemburgo   | 31 maggio 1433        | Papa Eugenio IV                                                                  | Roma    |
| Federico III d'Asburgo      | 19 marzo 1452         | Papa Nicola V                                                                    | Roma    |
| Carlo V d'Asburgo           | 24 febbraio 1530      | Papa Clemente VII                                                                | Bologna |

### Imperatore latino di Costantinopoli (1217)
| Imperatore | Data di incoronazione | Officiante      | Luogo |
| ---------- | --------------------- | --------------- | ----- |
| Pietro     | 9 aprile 1217         | Papa Onorio III | Roma  |

### Estese
1. ↑  Vedi anche Guy Stair Sainty,  The Holy Roman Empire: Introduction (archiviato dall'url originale l'8 giugno 2011). Dal sito  Almanach de la Cour.. Estratto il 14 settembre 2008.
2. ↑  Questa modalità rituale dell'incoronazione reale tedesca fu usata per la prima volta da Rodolfo I nel 1273 e rimase sostanzialmente la stessa fino all'incoronazione di Mattia II a Francoforte nel 1612. (Woolley (1915), pp. 122–125).
3. ↑  I canonici della Cappella Palatina di Aquisgrana portavano con sé il busto reliquiario in argento dorato di Carlo Magno all'ingresso per l'imperatore eletto per venerarlo entrando nella Cappella Palatina.
4. ↑  "Sarai debitamente soggetto e mostrerai la tua riverente fede al Padre e Signore santissimo in Cristo, al Romano Pontefice e alla santa chiesa romana?"
5. ↑  L'imperatore è assistito da arcivescovi o vescovi tedeschi, così come il monarca britannico è assistito dai vescovi anglicani di Durham, di Baths e di Wells.
6. ↑  Una chiesa che faceva parte del complesso di edifici intorno all'atrio est dell'antica basilica di San Pietro.
7. ↑  L'Ordo di Waitz, che è contemporaneo a questo usato per Federico I, recita la seguente preghiera: "Dio, che è gloria del giusto e misericordia del peccatore,..." con l'unzione che avviene alle parole, "Gentile, Signore, ti chiediamo, il suo cuore con l'amore della tua grazia attraverso questa unzione con l'olio come (...)
8. ↑  L'unzione con l'olio dei catecumeni da parte del cardinale maggiore davanti ad un altare laterale e tra le spalle e il braccio destro può essere stata intesa a sottolineare il fatto che l'incoronazione non era un atto sacramentale, a differenza della consacrazione di un vescovo che comprendeva un'unzione con il crisma prima di (...)
9. ↑  Il testo di questa formula venne usata anche per l'incoronazione del monarca ungherese.
10. ↑  Nel 1312 e nelle successive incoronazioni l'imperatore non giura più fedeltà al Papa.
11. ↑  Una grande ruota circolare di porfido posta sul pavimento sia della Basilica Vecchia che di quella attuale su cui molti imperatori, a cominciare da Carlo Magno, sarebbero incoronati.
12. ↑  L'imperatore ebbe il privilegio unico, concesso dal Papa, di essere l'unico laico in grado di indossare paramenti pontifici, cioè i paramenti propri di un vescovo. Tuttavia bisogna anche ricordare che l'abito e le insegne degli imperatori e dei vescovi hanno un'origine comune nell'abito e nelle insegne dei senatori romani.
13. ↑  Dove le corone erano già state poste
14. ↑  Idealmente letto dal re di Francia o dal re di Napoli.
15. ↑  Cfr. il ritratto di Federico III con tale corona imperiale sopra una mitra.
16. ↑  Le uniche altre donne che avevano il diritto di indossare un mitra erano le 'badesse mitrate', le superiori di alcune comunità monastiche molto antiche, anche se Gregory Dix nel suo libro, Il modello della liturgia nota che queste badesse erano originariamente diaconesse ex officio e che questi acari erano questi mitre erano originariamente i copricapi indossati dalle diaconesse come emblema del loro status diaconale.
17. ↑  Si noti che la preghiera pronunciata dai cardinali vescovi alle entrate dell'imperatore e dell'imperatrice nella chiesa fu poi imitata nei rituali di incoronazione francese, tedesco, svedese e norvegese.
18. ↑  Le Laudes Papali sono state cantate l'ultima volta durante la processione di ingresso della Messa di Inaugurazione di Papa Benedetto XVI il 24 aprile 2005.
19. ↑  Per i testi delle due principali preghiere usate per l'incoronazione di un imperatore ortodosso orientale (la preghiera per la vestizione della clamide imperiale e la preghiera per l'incoronazione) si veda l'Incoronazione del monarca russo.
20. ↑  Vedi il dipinto di Federico III.
21. ↑  L'unico esemplare ancora esistente è la corona imperiale austriaca di Rodolfo II.
22. ↑  L'unico esempio esistente di tale corona è la corona imperiale russa fatta per Caterina la Grande. Pietro il Grande adottò le contemporanee corone-mitra indossate dagli imperatori asburgici come modello per le corone reali e araldiche dell'Impero russo.
23. ↑  Una traduzione in inglese dal latino è presente in Woolley (1915), pp. 42-43.